# Oxytropis besseyi
Oxytropis besseyi är en ärtväxtart som först beskrevs av Per Axel Rydberg, och fick sitt nu gällande namn av Joseph William Blankinship. Oxytropis besseyi ingår i släktet klovedlar, och familjen ärtväxter.

## Underarter
Arten delas in i följande underarter:
- O. b. argophylla
- O. b. besseyi
- O. b. fallax
- O. b. salmonensis
- O. b. ventosa

## Bildgalleri

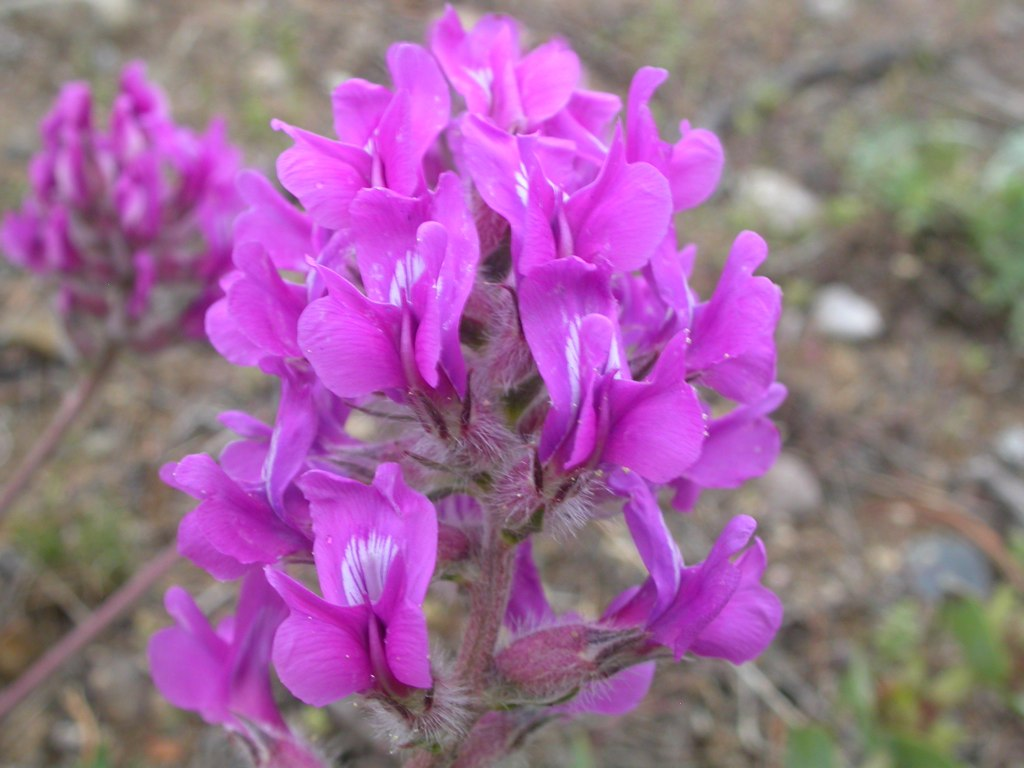
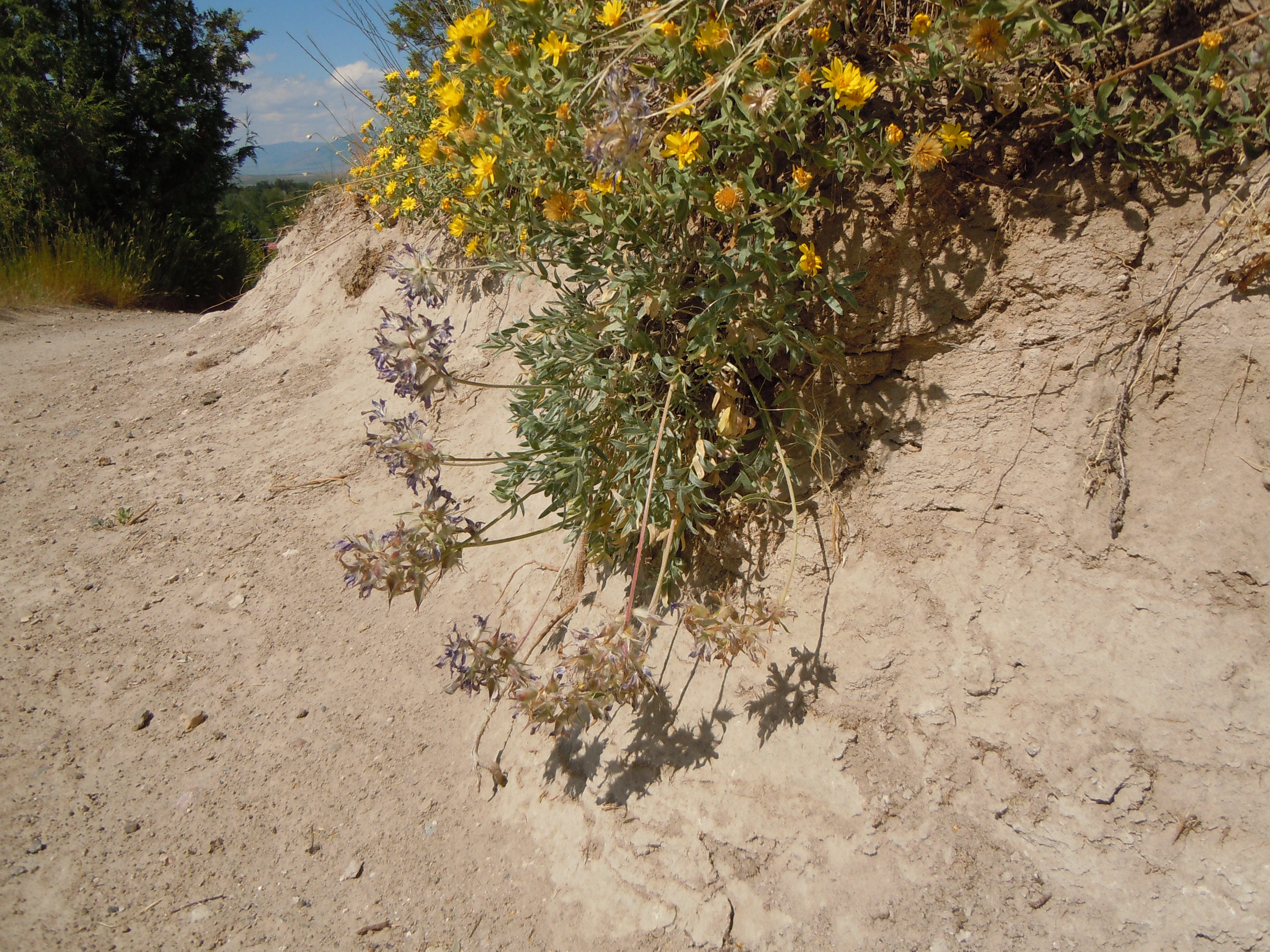
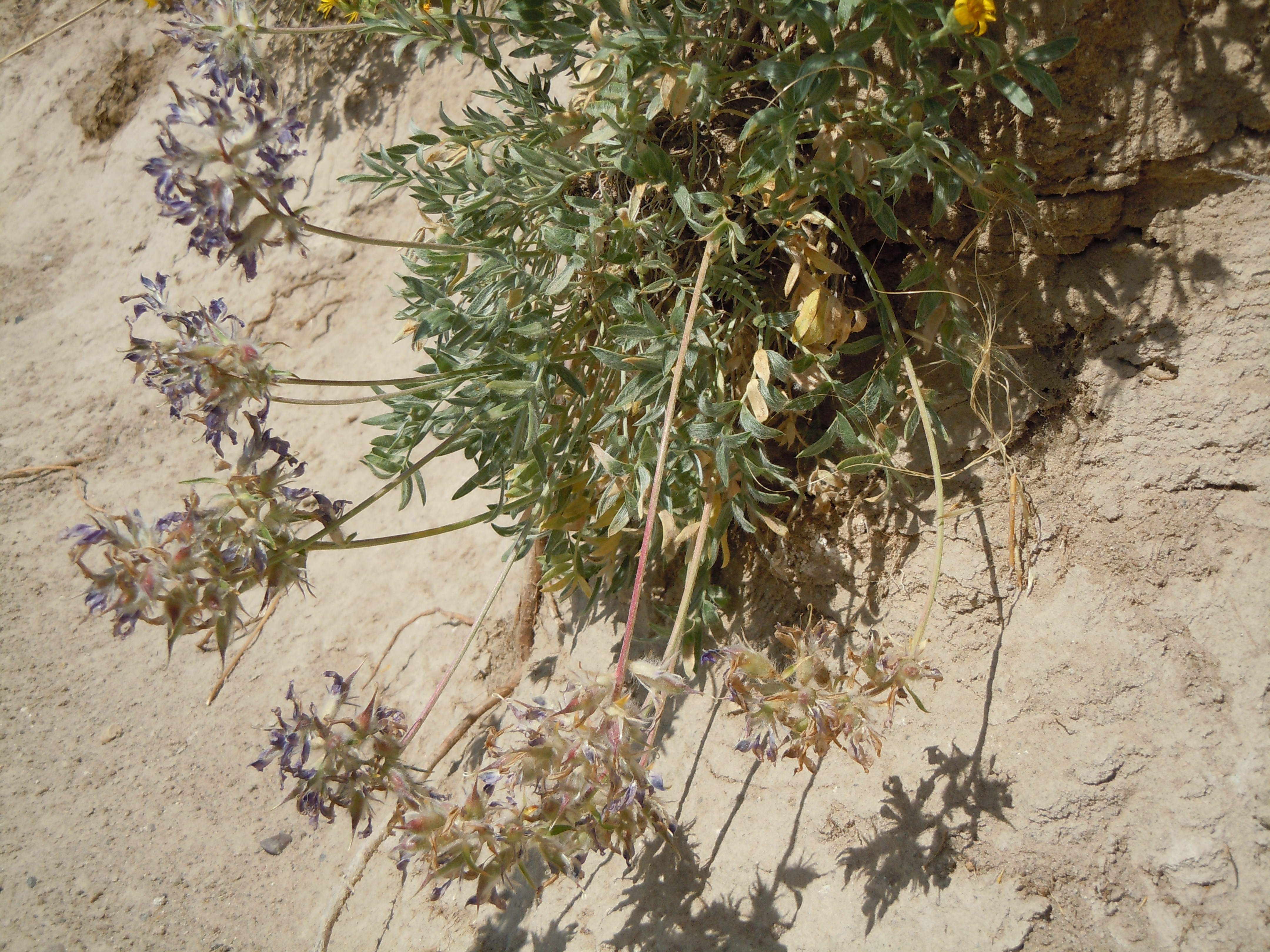